# Jack Willis

a Compétitions nationales et continentales officielles uniquement.

b Matchs officiels uniquement.
Dernière mise à jour le 20 avril 2024.
Jack Willis, né le 24 décembre 1996 à Reading (Angleterre), est un joueur international anglais de rugby à XV jouant au poste de troisième ligne aile au Stade toulousain.
Il remporte la Champions Cup en 2024 et le championnat de France à trois reprises en 2023, 2024 et 2025 avec le Stade toulousain.
Son frère cadet, Tom Willis, est également un joueur international anglais de rugby à XV.

## Biographie
Jack Willis est né à Reading. Il a un frère également rugbyman professionnel, Tom Willis qui est troisième ligne centre et fut également joueur des Wasps.

### Carrière en club

#### Wasps (2016-2022)
Willis commence sa formation rugbystique au Reading Abbey RFC avant de rejoindre l'académie senior des Wasps en 2015. En novembre 2016, il fait ses débuts pour les Wasps à l'occasion d'un match de Coupe Anglo-Galloise contre les Sale Sharks. Dans le même mois, il fait également ses débuts en Premiership contre le même adversaire.
Après une saison 2019-20 exceptionnelle où les Wasps atteignent la finale de la Premiership, Willis reçoit plusieurs récompenses, dont le prix de « Joueur de l'année », celui de « Joueur de la saison » en Premiership et celui de « Révélation de la saison ». Il est également retenu dans l'équipe type du championnat.

#### Stade toulousain (depuis 2022)
À la suite du placement en redressement judiciaire et donc à la liquidation des Wasps le 17 octobre 2022, Jack Willis et tous les membres du club sont donc licenciés. Dès lors, il y a de nombreuses rumeurs de transfert l'envoyant aux clubs anglais de Leicester Tigers, Northampton Saints, Bath Rugby et Bristol Bears,, mais également au Stade toulousain qui est son premier choix, un transfert qui ne le rend pas inéligible pour la sélection anglaise car la RFU permet aux joueurs des Wasps et des Worcester Warriors de rester sélectionnables.
Il rejoint finalement le Stade toulousain le 24 novembre, après les test-matchs internationaux, jusqu'à la fin de la saison 2022-2023. Le 12 avril 2023, le club annonce la prolongation de Willis jusqu'en 2026. Son club se qualifie ensuite jusqu'en demi-finale de la Champions Cup, avant d'être éliminé aux portes de la finale par le Leinster, une défaite 41 à 22,. Toutefois, en championnat, les Toulousains terminent à la première place de la saison régulière, se qualifiant donc en demi-finale où ils battent largement le Racing 92 sur le score de 41 à 14 et retrouvent donc le Stade rochelais en finale, comme en 2021,. En finale, il est titulaire en troisième ligne en compagnie de François Cros et Alexandre Roumat, puis est remplacé en seconde période par Selevasio Tolofua. Dans un match très serré, Toulouse s'impose en fin de match et l'emporte 29 à 26,. Jack Willis réalise une excellente rencontre et remporte le Bouclier de Brennus pour la première fois de sa carrière. Pour ses débuts dans le championnat de France, il réalise une très bonne saison et ses performances sont très remarquées.
Le 25 mai 2024, il est titulaire avec le Stade toulousain en finale de la Champions Cup au Tottenham Hotspur Stadium de Londres face au Leinster. Les Toulousains s'imposent 31 à 22 après les prolongations face aux irlandais et remportent ainsi le 6e titre de champions d'Europe du club. Un mois plus tard, il est de nouveau titulaire en finale du Top 14, organisée exceptionnellement au Stade Vélodrome de Marseille, contre l'Union Bordeaux Bègles. Les Toulousains l'emportent 59 à 3, plus large score de l'histoire en finale du championnat de France. Excellent lors des deux finales, le magazine L'Équipe lui attribue la note de 9 / 10 pour sa prestation lors de chacun de ces matchs.
Le 28 juin 2025, il gagne de nouveau avec le Stade Toulousain la finale du Top 14 contre l'Union Bordeaux Bègles et se retrouve au centre de l'attention médiatique à la suite de la publication sur internet par son coéquipier Blair Kinghorn d'une photo où les deux hommes, tous deux en sous-vêtements, s'embrassent derrière le bouclier de Brennus. Blair Kinghorn indique plus tard qu'ils ont voulu ainsi lutter contre l'homophobie et promouvoir l'acceptation de l'homosexualité dans le sport de haut niveau.

### Carrière en sélection
Willis est international avec l'équipe d'Angleterre des moins de 20 ans qui a accueilli le Championnat du monde 2016, prenant notamment part à la victoire anglaise en finale. En 2018, il est nommé dans le groupe de l'équipe d'Angleterre senior pour leur tournée en Afrique du Sud, une blessure au genou subie lors de la défaite en demi-finale de la Premiership contre les Saracens le privant finalement de la tournée.
Willis fait finalement ses débuts internationaux le 14 novembre 2020 contre la Géorgie à Twickenham lors de la Coupe d'automne des nations, ouvrant le score pour l'Angleterre avec un essai à la 15e minute,.
Fin juin 2023, il est sélectionné avec le XV de la Rose par Steve Borthwick dans un groupe de 41 joueurs pour les matchs de préparation à la Coupe du monde 2023,. Quelques semaines plus tard, il est retenu dans le groupe final pour participer au Mondial,.

## Statistiques

### En club
| Saison                 | Club                   | Compétition              | Matchs | Points | Essais |
| ---------------------- | ---------------------- | ------------------------ | ------ | ------ | ------ |
| 2016-2017              | Wasps                  | Championnat d'Angleterre | 4      | -      | -      |
| 2016-2017              | Wasps                  | Coupe anglo-galloise     | 4      | 5      | 1      |
| 2017-2018              | Wasps                  | Championnat d'Angleterre | 18     | 5      | 1      |
| 2017-2018              | Wasps                  | Coupe d'Europe           | 4      | -      | -      |
| 2017-2018              | Wasps                  | Coupe anglo-galloise     | 3      | 5      | 1      |
| 2018-2019              | Wasps                  | Championnat d'Angleterre | 2      | -      | -      |
| 2018-2019              | Wasps                  | Coupe d'Europe           | 1      | -      | -      |
| 2019-2020              | Wasps                  | Championnat d'Angleterre | 19     | 45     | 9      |
| 2019-2020              | Wasps                  | Challenge européen       | 4      | 10     | 2      |
| 2019-2020              | Wasps                  | Premiership Rugby Cup    | 3      | 10     | 2      |
| 2020-2021              | Wasps                  | Championnat d'Angleterre | 3      | 5      | 1      |
| 2020-2021              | Wasps                  | Coupe d'Europe           | 2      | 5      | 1      |
| 2021-2022              | Wasps                  | Championnat d'Angleterre | 9      | 5      | 1      |
| 2021-2022              | Wasps                  | Challenge européen       | 3      | -      | -      |
| 2022-2023              | Wasps                  | Championnat d'Angleterre | 4      | 10     | 2      |
| Total London Wasps     | Total London Wasps     | Total London Wasps       | 83     | 105    | 21     |
| 2022-2023              | Stade toulousain       | Top 14                   | 11     | 15     | 3      |
| 2022-2023              | Stade toulousain       | Champions Cup            | 6      | 5      | 1      |
| 2023-2024              | Stade toulousain       | Top 14                   | 9      | 15     | 3      |
| 2023-2024              | Stade toulousain       | Champions Cup            | 4      | 5      | 1      |
| Total Stade toulousain | Total Stade toulousain | Total Stade toulousain   | 30     | 40     | 8      |

### Internationales
| Année | Compétition                 | Matchs | Points |
| ----- | --------------------------- | ------ | ------ |
| 2020  | Coupe d'automne des nations | 2      | 5      |
| 2021  | Six Nations                 | 1      | 5      |
| 2022  | Test matchs                 | 3      | 0      |
| 2023  | Six Nations                 | 4      | 5      |
| 2023  | Test matchs                 | 3      | 0      |
| Total | Total                       | 11     | 15     |

## Palmarès

### En club
- Wasps
  - Finaliste du Championnat d'Angleterre en 2017 et 2020
- Stade toulousain
  - Vainqueur du Championnat de France en 2023, 2024 et 2025.
  - Vainqueur de la Champions Cup en 2024

### En équipe nationale
- Angleterre -20
  - Vainqueur de la Coupe du monde des moins de 20 ans en 2016.

- Angleterre
  - Vainqueur de la Coupe d'automne des nations en 2020
  - Troisième de la Coupe du monde en 2023

### Distinctions personnelles
- Meilleur jeune joueur du Championnat d'Angleterre en 2020
- Meilleur joueur du Championnat d'Angleterre en 2020
- Membre de l'équipe type du Championnat d'Angleterre en 2020
- Oscars du Midi olympique :  Oscar Europe 2024[31]